# 일본의 재외공관 목록

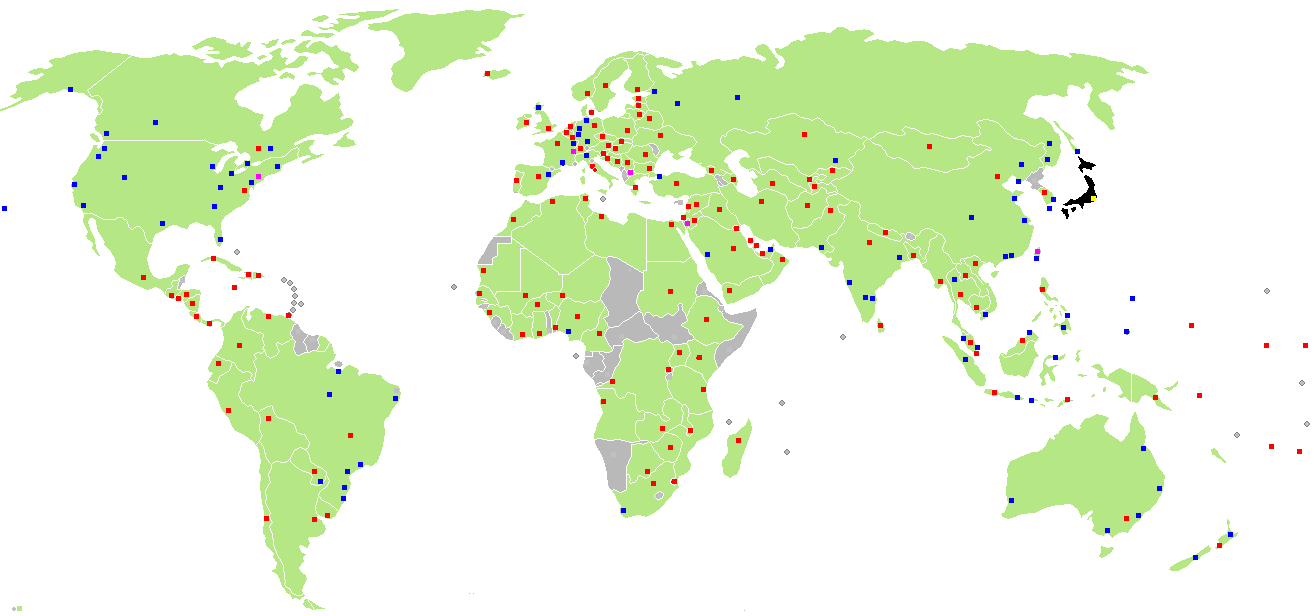
일본이 외국에 설치한 재외공관들이다. 주로 빨강색으로 찍은 부분은 대사관이고 분홍색은 대표부, 파랑색은 영사관 혹은 분관이다.

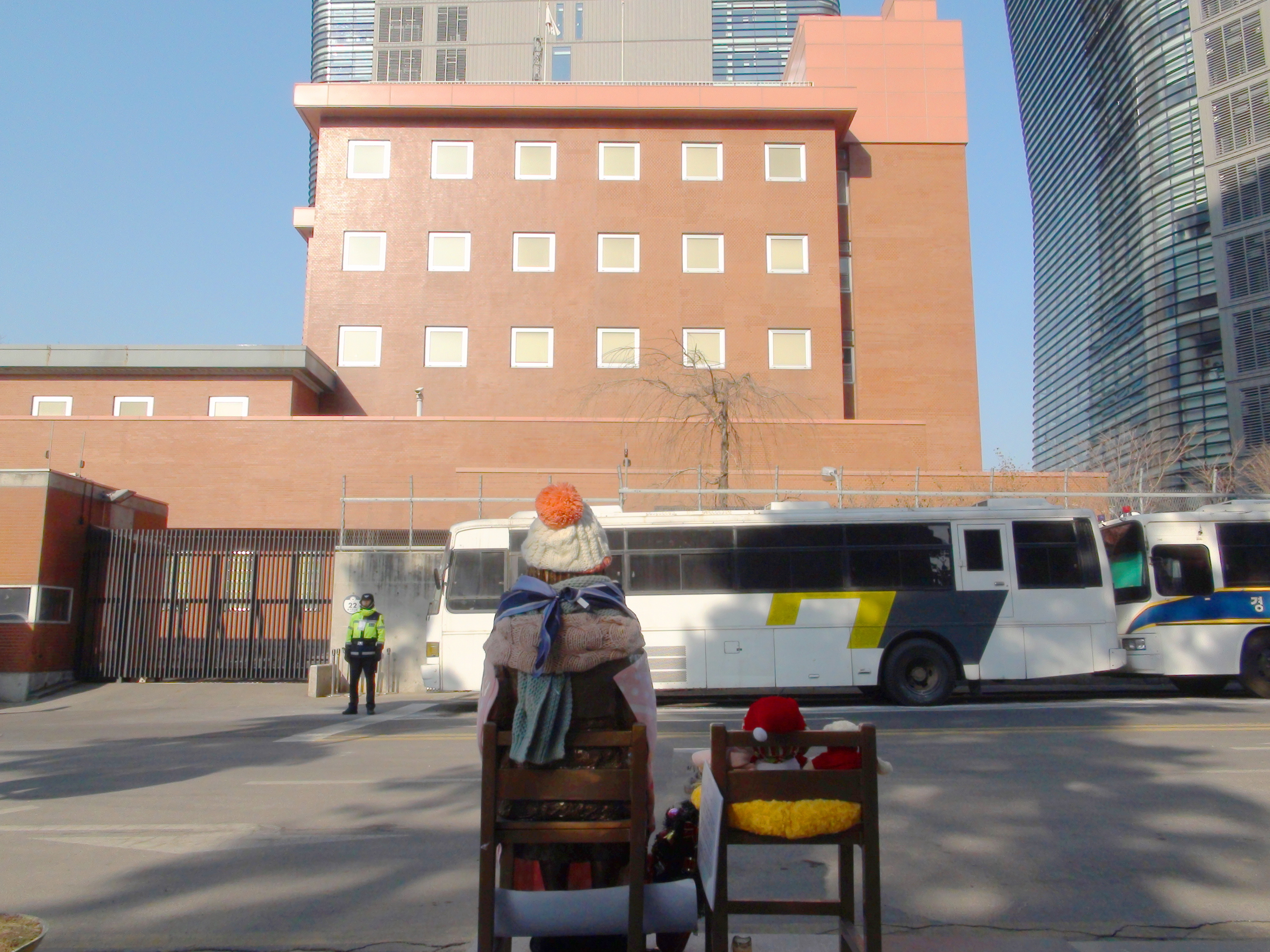
주한 일본 대사관

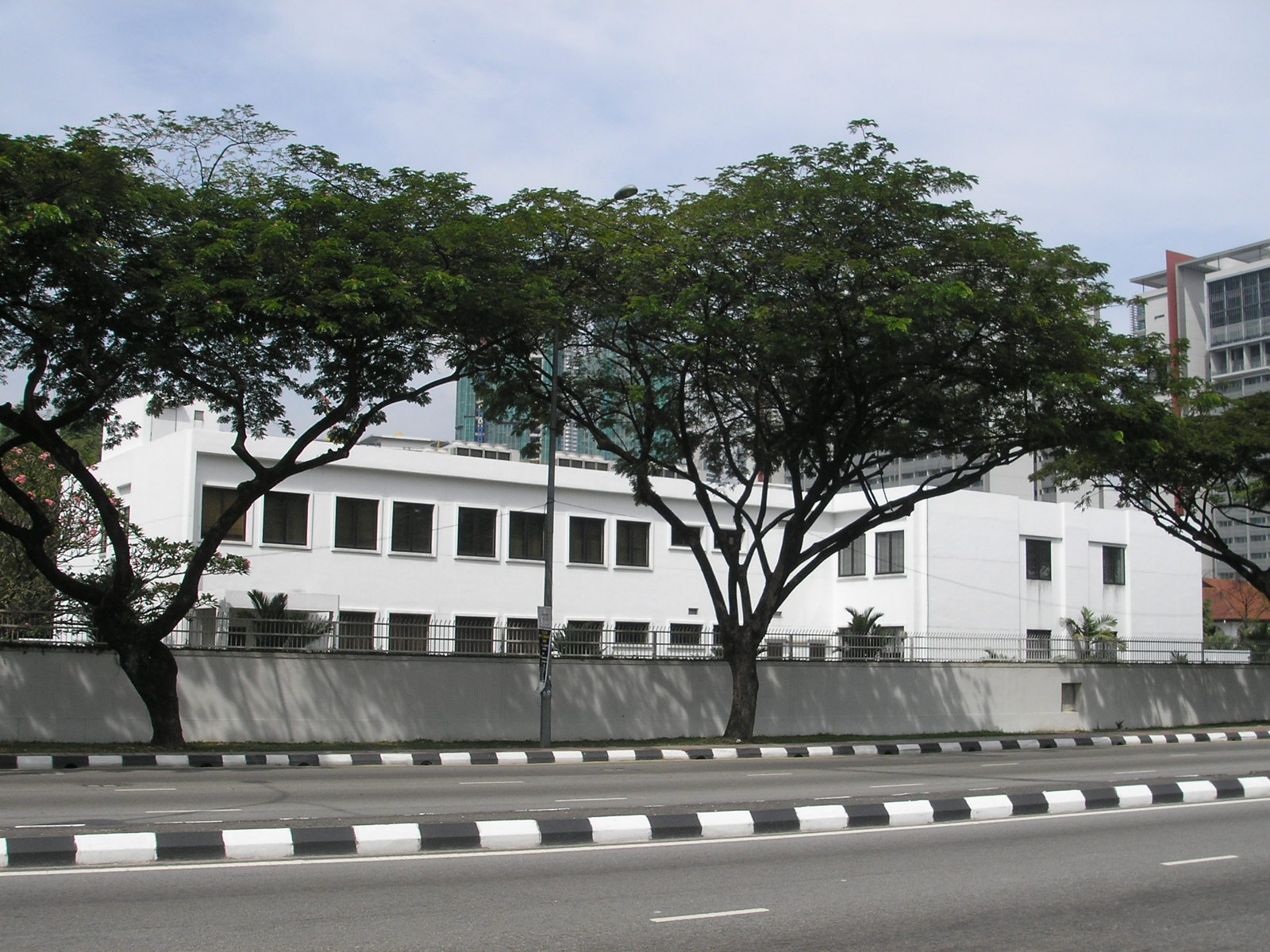
주말레이시아 일본 대사관

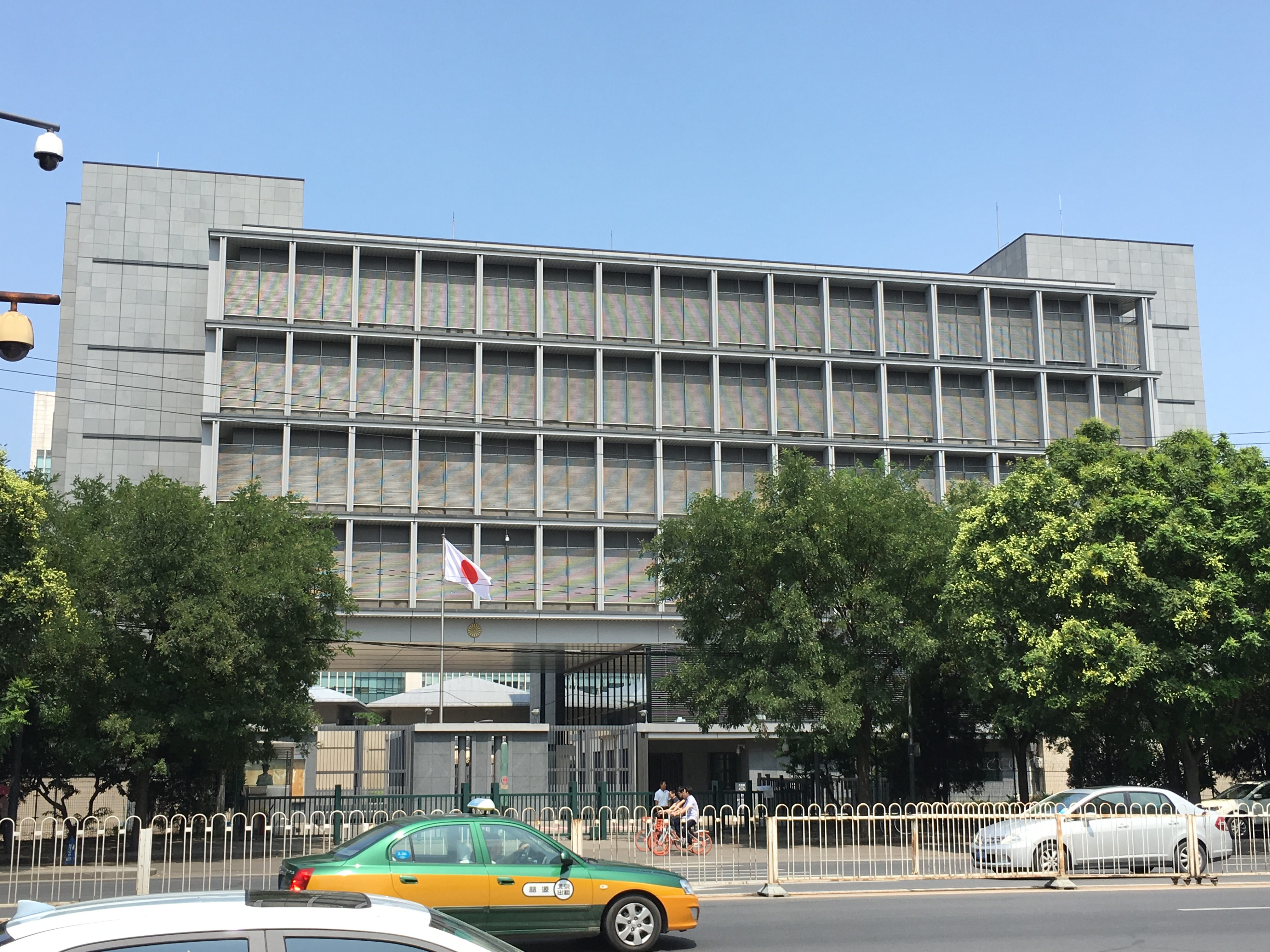
주중국 일본 대사관

본 문서는 일본의 재외공관을 나열한 목록이다.

## 아프리카
- 알제리
  - 알제 (대사관)
- 앙골라
  - 루안다 (대사관)
- 보츠와나
  - 가보로네 (대사관)
- 베냉
  - 코토누 (대사관)
- 부르키나파소
  - 와가두구 (대사관)
- 카메룬
  - 야운데 (대사관)
    - 주  차드,  중앙아프리카 공화국 대사관 겸임.
- 콩고 민주 공화국
  - 킨샤사 (대사관)
    - 주  콩고 공화국 대사관 겸임.
- 지부티
  - 지부티 (대사관)
- 이집트
  - 카이로 (대사관)
- 에티오피아
  - 아디스아바바 (대사관)
- 가봉
  - 리브르빌 (대사관)
    - 주  적도 기니,  상투메 프린시페 대사관 겸임.
- 가나
  - 아크라 (대사관)
    - 주  시에라리온,  라이베리아 대사관 겸임.
- 기니
  - 코나크리 (대사관)
- 케냐
  - 나이로비 (대사관)
    -  소말리아,  에리트레아,  부룬디 대사관 겸임.
- 코트디부아르
  - 아비장 (대사관)
    -  토고,  니제르 대사관 겸임.
- 리비아
  - 트리폴리 (대사관)
- 마다가스카르
  - 안타나나리보 (대사관)
    - 주  모리셔스,  코모로 대사관 겸임.
- 말라위
  - 릴롱궤 (대사관)
- 말리
  - 바마코 (대사관)
- 모리타니
  - 누악쇼트 (대사관)
- 모로코
  - 라바트 (대사관)
- 모잠비크
  - 마푸투 (대사관)
- 나이지리아
  - 아부자 (대사관)
  - 라고스 (분관)
- 나미비아
  - 빈트후크 (대사관)
- 르완다
  - 키갈리 (대사관)
- 세네갈
  - 다카르 (대사관)
    - 주  카보베르데,  감비아,  기니비사우 대사관 겸임.
- 세이셸
  - 빅토리아 (대사관)
- 남아프리카 공화국
  - 프리토리아 (대사관)
    - 주  에스와티니,  레소토 대사관 겸임.

  - 케이프타운 (총영사관)
- 수단
  - 하르툼 (대사관)
- 탄자니아
  - 다르에스살람 (대사관)
- 튀니지
  - 튀니스 (대사관)
- 우간다
  - 캄팔라 (대사관)
- 잠비아
  - 루사카 (대사관)
- 짐바브웨
  - 하라레 (대사관)

## 앵글로 아메리카
- 미국
  - 워싱턴 D.C. (대사관)
  - 애틀랜타 (총영사관)
  - 보스턴 (총영사관)
  - 시카고 (총영사관)
  - 덴버 (총영사관)
  - 디트로이트 (총영사관)
  - 호놀룰루 (총영사관)
  - 휴스턴 (총영사관)
  - 로스앤젤레스 (총영사관)
  - 내슈빌 (총영사관)
  - 뉴욕 (총영사관)
  - 포틀랜드 (총영사관)
  - 샌프란시스코 (총영사관)
  - 시애틀 (총영사관)
  - 괌 (총영사관)
  - 앵커리지 (출장소)
  - 사이판 (출장소)
- 캐나다
  - 오타와 (대사관)
  - 밴쿠버 (총영사관)
  - 토론토 (총영사관)
  - 몬트리올 (총영사관)
  - 캘거리 (총영사관)

## 라틴 아메리카
- 아르헨티나
  - 부에노스아이레스 (대사관)
- 바베이도스
  - 브리지타운 (대사관)
- 벨리즈
  - 벨모판 (대사관)
- 볼리비아
  - 라파스 (대사관)
- 브라질
  - 브라질리아 (대사관)
  - 상파울루 (총영사관)
  - 리우데자네이루 (총영사관)
  - 벨렝 (총영사관)
  - 쿠리치바 (총영사관)
  - 마나우스 (총영사관)
  - 헤시피 (총영사관)
  - 포르투알레그리 (총영사관)
- 칠레
  - 산티아고 (대사관)
- 콜롬비아
  - 보고타 (대사관)
- 코스타리카
  - 산호세 (대사관)
- 쿠바
  - 아바나 (대사관)
- 도미니카 공화국
  - 산토도밍고 (대사관)
    - 주  아이티 대사관 겸임
- 에콰도르
  - 키토 (대사관)
- 엘살바도르
  - 산살바도르 (대사관)
- 과테말라
  - 과테말라 시티 (대사관)
- 아이티
  - 포르토프랭스 (대사관, 주 도미니카공화국 대사관에서 겸근 형태로 운영하는 분관)
- 온두라스
  - 테구시갈파 (대사관)
- 자메이카
  - 킹스턴 (대사관)
    - 주  바하마,  벨리즈 대사관 겸임
- 멕시코
  - 멕시코시티 (대사관)
  - 레온 (총영사관)
- 니카라과
  - 마나과 (대사관)
- 파나마
  - 파나마시티 (대사관)
- 파라과이
  - 아순시온 (대사관)
  - 엥카르나시온 (총영사관)
- 페루
  - 리마 (대사관)
- 트리니다드 토바고
  - 포트오브스페인 (대사관)
    - 주  앤티가 바부다,  가이아나,  그레나다,  수리남,  세인트빈센트 그레나딘,  세인트키츠 네비스,  세인트루시아,  도미니카 연방 대사관 겸임
- 우루과이
  - 몬테비데오 (대사관)
- 베네수엘라
  - 카라카스 (대사관)

## 중동
- 아랍에미리트
  - 아부다비 (대사관)
  - 두바이 (총영사관)
- 카타르
  - 도하 (대사관)
- 사우디아라비아
  - 리야드 (대사관)
  - 지다 (총영사관)
- 이란
  - 테헤란 (대사관)
- 이라크
  - 바그다드 (대사관)
- 오만
  - 무스카트 (대사관)
- 바레인
  - 마나마 (대사관)
- 예멘
  - 사나 (대사관)
- 튀르키예
  - 앙카라 (대사관)
  - 이스탄불 (총영사관)
- 이스라엘
  - 텔아비브 (대사관)
  - 라말라 (영사 사무소, 대  팔레스타인 일본 정부 대표 사무소로 운영)
- 요르단
  - 암만 (대사관)
- 레바논
  - 베이루트 (대사관)
- 아프가니스탄
  - 카불 (대사관)
- 파키스탄
  - 이슬라마바드 (대사관)
  - 카라치 (총영사관)
- 쿠웨이트
  - 쿠웨이트시티 (대사관)
- 시리아
  - 다마스쿠스 (대사관, 2012년 3월부로 일시 휴관 상태이며, 현재 주 요르단 대사관에서 임시로 겸임 대행)

## 아시아
- 대한민국
  - 서울특별시 (대사관)
  - 부산광역시 (총영사관)
  - 제주시 (총영사관)
- 중화인민공화국
  - 베이징시 (대사관)
  - 상하이시 (총영사관)
  - 광저우시 (총영사관)
  - 선양시 (총영사관)
  - 충칭시 (총영사관)
  - 홍콩 (총영사관)
- 방글라데시
  - 다카 (대사관)
- 브루나이
  - 반다르스리브가완 (대사관)
- 캄보디아
  - 프놈펜 (대사관)
- 인도
  - 뉴델리 (대사관)
    - 주  부탄 대사관 겸임

  - 뭄바이 (총영사관)
  - 첸나이 (총영사관)
  - 콜카타 (총영사관)
  - 벵갈루루 (총영사관)
- 인도네시아
  - 자카르타 (대사관)
  - 덴파사르 (총영사관)
  - 메단 (총영사관)
  - 수라바야 (총영사관)
  - 마카사르 (총영사관)
- 카자흐스탄
  - 아스타나 (대사관)
  - 알마티 (분관)
- 키르기스스탄
  - 비슈케크 (대사관)
- 라오스
  - 비엔티안 (대사관)
- 말레이시아
  - 쿠알라룸푸르 (대사관)
  - 피낭주 (총영사관)
  - 코타키나발루 (영사 사무소)
- 몰디브
  - 말레 (대사관)
- 몽골
  - 울란바타르 (대사관)
- 미얀마
  - 양곤 (대사관)
- 네팔
  - 카트만두 (대사관)
- 필리핀
  - 마닐라 (대사관)
  - 다바오 (총영사관)
  - 세부 (총영사관)
- 싱가포르
  - 싱가포르 (대사관)
- 스리랑카
  - 콜롬보 (대사관)
- 타지키스탄
  - 두샨베 (대사관)
- 태국
  - 방콕 (대사관)
  - 치앙마이 (총영사관)
- 동티모르
  - 딜리 (대사관)
- 투르크메니스탄
  - 아슈하바트 (대사관)
- 우즈베키스탄
  - 타슈켄트 (대사관)
- 베트남
  - 하노이 (대사관)
  - 호찌민시 (총영사관)
  - 다낭 (총영사관)
- 중화민국
  - 타이베이시 (교류협회 사무소)
  - 가오슝시 (교류협회 사무소)

## 유럽·CIS
- 오스트리아
  - 빈 (대사관)
    - 주  코소보,  북마케도니아 대사관 겸임
- 아제르바이잔
  - 바쿠 (대사관)
- 벨라루스
  - 민스크 (대사관, 주러 대사관에서 위탁 운영)
- 벨기에
  - 브뤼셀 (대사관)
- 보스니아 헤르체고비나
  - 사라예보 (대사관)
- 불가리아
  - 소피아 (대사관)
- 크로아티아
  - 자그레브 (대사관)
- 체코
  - 프라하 (대사관)
- 덴마크
  - 코펜하겐 (대사관)
- 에스토니아
  - 탈린 (대사관)
- 핀란드
  - 헬싱키 (대사관)
- 프랑스
  - 파리 (대사관)
    - 주  안도라,  모나코 대사관 겸임.

  - 마르세유 (총영사관)
  - 스트라스부르 (총영사관)
  - 누메아 (영사 사무소)
- 조지아
  - 트빌리시 (대사관)
- 독일
  - 베를린 (대사관)
  - 뮌헨 (총영사관)
  - 함부르크 (총영사관)
  - 프랑크푸르트암마인 (총영사관)
  - 뒤셀도르프 (총영사관)
- 그리스
  - 아테네 (대사관)
    - 주  키프로스 대사관 겸임.
- 바티칸 시국
  - 바티칸시티 (대사관)
- 헝가리
  - 부다페스트 (대사관)
- 아이슬란드
  - 레이캬비크 (대사관)
- 아일랜드
  - 더블린 (대사관)
- 이탈리아
  - 로마 (대사관)
    - 주  산마리노,  알바니아,  몰타 대사관 겸임.
- 라트비아
  - 리가 (대사관)
- 리투아니아
  - 빌뉴스 (대사관)
- 룩셈부르크
  - 룩셈부르크 시 (대사관)
- 몰타
  - 발레타 (대사관)
- 몰도바
  - 키시너우 (대사관)
- 네덜란드
  - 헤이그 (대사관)
- 북마케도니아
  - 스코페 (대사관)
- 노르웨이
  - 오슬로 (대사관)
- 폴란드
  - 바르샤바 (대사관)
- 포르투갈
  - 리스본 (대사관)
- 루마니아
  - 부카레스트 (대사관)
- 러시아
  - 모스크바 (대사관)
    - 주  벨라루스 대사관 겸임.

  - 하바롭스크 (총영사관)
  - 블라디보스토크 (총영사관)
  - 상트페테르부르크 (총영사관)
  - 예카테린부르크 (총영사관)
  - 유즈노사할린스크 (총영사관)
- 세르비아
  - 베오그라드 (대사관)
    - 주  몬테네그로 대사관 겸임
- 슬로바키아
  - 브라티슬라바 (대사관)
- 슬로베니아
  - 류블랴나 (대사관)
- 스페인
  - 마드리드 (대사관)
  - 바르셀로나 (총영사관)
- 스웨덴
  - 스톡홀름 (대사관)
- 스위스
  - 베른 (대사관)
    - 주  리히텐슈타인 대사관 겸임

  - 제네바 (총영사관)
- 우크라이나
  - 키예프 (대사관)
- 영국
  - 런던 (대사관)
  - 에든버러 (총영사관)

## 오세아니아
- 오스트레일리아
  - 캔버라 (대사관)
  - 시드니 (총영사관)
  - 멜버른 (총영사관)
  - 케언즈 (총영사관)
  - 브리즈번 (총영사관)
  - 퍼스 (총영사관)
- 뉴질랜드
  - 웰링턴 (대사관)
    - 주  쿡 제도,  사모아 대사관 겸임.

  - 오클랜드 (총영사관)
  - 크라이스트처치 (영사관)
- 미크로네시아 연방
  - 폰페이섬 (대사관)
- 피지
  - 수바 (대사관)
    - 주  투발루,  나우루,  바누아투 대사관 겸임.
- 키리바시
  - 사우스타라와 (대사관)
- 마셜 제도
  - 마주로 (대사관)
- 팔라우
  - 코로르 (대사관)
- 파푸아뉴기니
  - 포트모르즈비 (대사관)
- 솔로몬 제도
  - 호니아라 (대사관)
- 통가
  - 누쿠알로파 (대사관)

## 국제 기관 대표부
- 유엔(UN) 일본 정부 대표부 : 뉴욕
- 유네스코(UNESCO) 일본 정부 대표부 : 파리
- 국제 민간 항공 기구(ICAO) 일본 정부 대표부 : 몬트리올
- 빈 국제 기관 일본 정부 대표부 : 빈
- 제네바 국제 기관 일본 정부 대표부 : 제네바
- 군축 회의 일본 정부 대표부 : 제네바
- 유럽 연합(EU) 일본 정부 대표부 : 브뤼셀
- 경제 협력 개발 기구(OECD) 일본 정부 대표부 : 파리
- 동남아시아 국가 연합 일본 정부 대표부 : 자카르타

## 같이 보기
- 일본 주재 외국공관 목록